# Barão de Cocais
Barão de Cocais es un municipio brasileño del estado de Minas Gerais. Su población estimada en 2018 es de 32 319 habitantes, según el Instituto Brasileño de Geografía y Estadística (IBGE).

## Historia y toponimia
En 1713, bandeirantes procedentes de Río de Janeiro, São Paulo y Salvador, desplazándose del pueblo Socorro, donde estaban establecidos, bajaron el río, recorriendo una distancia aproximadamente de 10 kilómetros, y construyeron sus cabañas y una capilla bajo la invocación de San Juan Bautista, en el lugar al que dieron el nombre Macacos. Como se encontraba bajo un cerro, al nombre del poblado le agregaron el calificativo de Morro Grande.
El distrito de Morro Grande fue creado en 1752, y por la ley estatal número 2, de 1891, fue subordinado al municipio de Santa Bárbara. En 1936 cambia su nombre a São João do Morro, volviendo a denominarse Morro Grande dos años después. Obtuvo la autonomía como municipio, con la denominación de Barão de Cocais, mediante la ley estatal 1058, en 1943. Debe su nombre al barón José Feliciano Pinto Coelho da Cunha, político del Brasil imperial que nació en el actual municipio.

## Clima
Según la clasificación climática de Köppen, el municipio se encuentra en el clima tropical de altitud Cwa.